# Roost-Warendin
Roost-Warendin ist eine französische Gemeinde mit 5966 Einwohnern (Stand 1. Januar 2022) im Département Nord in der Region Hauts-de-France. Die Bewohner werden Roost-Warendinois und Roost-Warendinoises genannt.

## Geographie
Die Gemeinde Roost-Warendin liegt im Nordfranzösischen Kohlerevier, etwa sieben Kilometer von Douai und 42 Kilometer von Lille entfernt. Im Südosten bildet die Scarpe die Gemeindegrenze.

## Geschichte
Roost-Warendin ist der Zusammenschluss der früheren Gemeinden Roost und Warendin, historisch waren beide Bergbaustädte. Der Steinkohlebergbau hat im Ort eine lange Tradition; die Zeche Nr. 9 ist der letzte stillgelegte Schacht der Region. Das ehemalige Fördergerüst wurde 2009 als Monument historique klassifiziert. An die Bergbauzeit erinnern noch zahlreiche Bergarbeiterhäuser wie in der Siedlung Cité de Belleforrière und eine die Umgebung um 70 m überragende Halde.

## Bevölkerungsentwicklung
| Jahr                       | 1962 | 1968 | 1975 | 1982 | 1990 | 1999 | 2010 | 2021 |
| Einwohner                  | 5886 | 6410 | 6356 | 6439 | 6413 | 5744 | 6193 | 5976 |
| Quellen: Cassini und INSEE |      |      |      |      |      |      |      |      |

## Sehenswürdigkeiten
- Förderturm der ehemaligen Zeche Nr. 9
- Kirche Saint-Martin
- Kapelle Notre-Dame-de-Grâces
- Kapelle Sainte-Rita

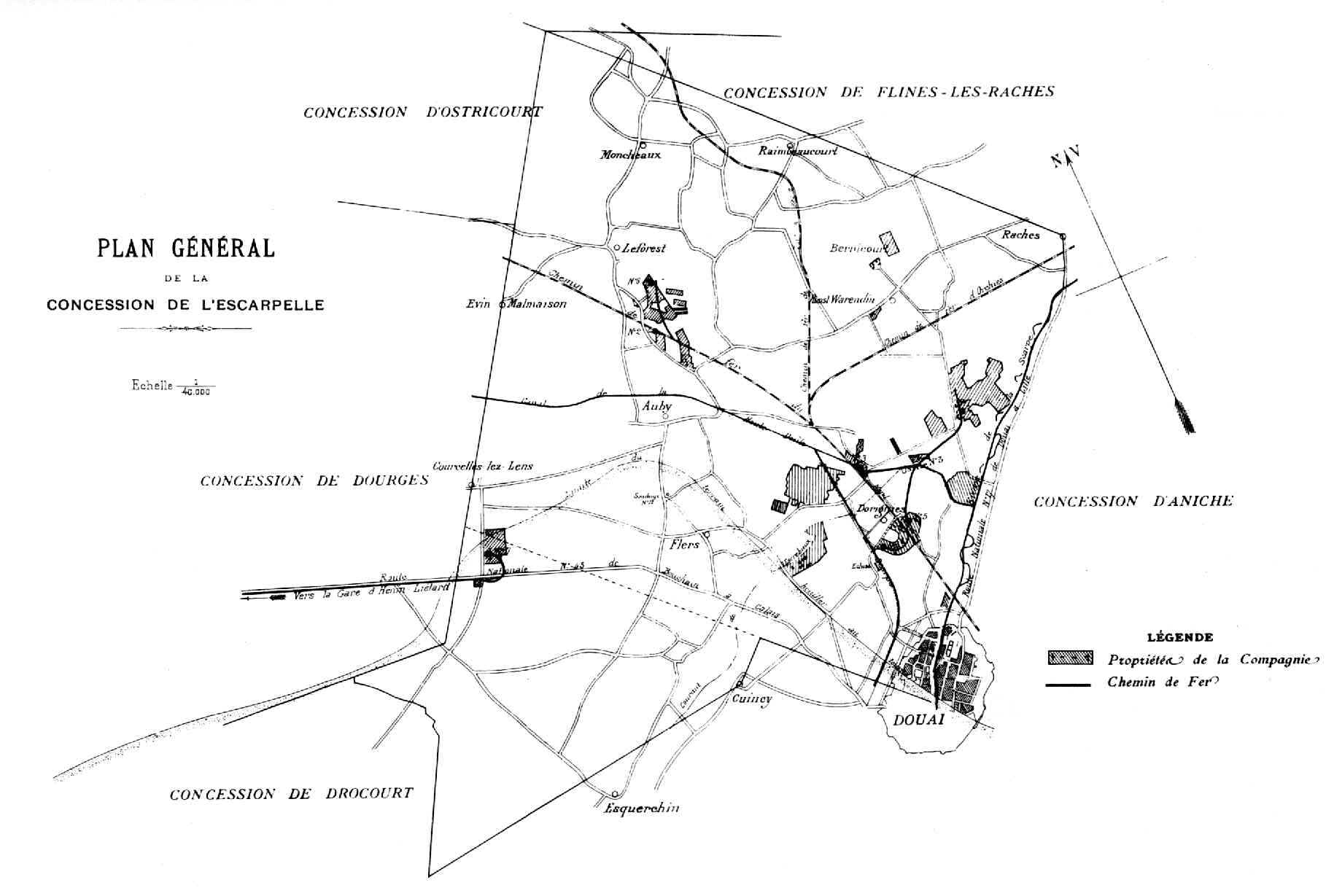
Lage der Zeche
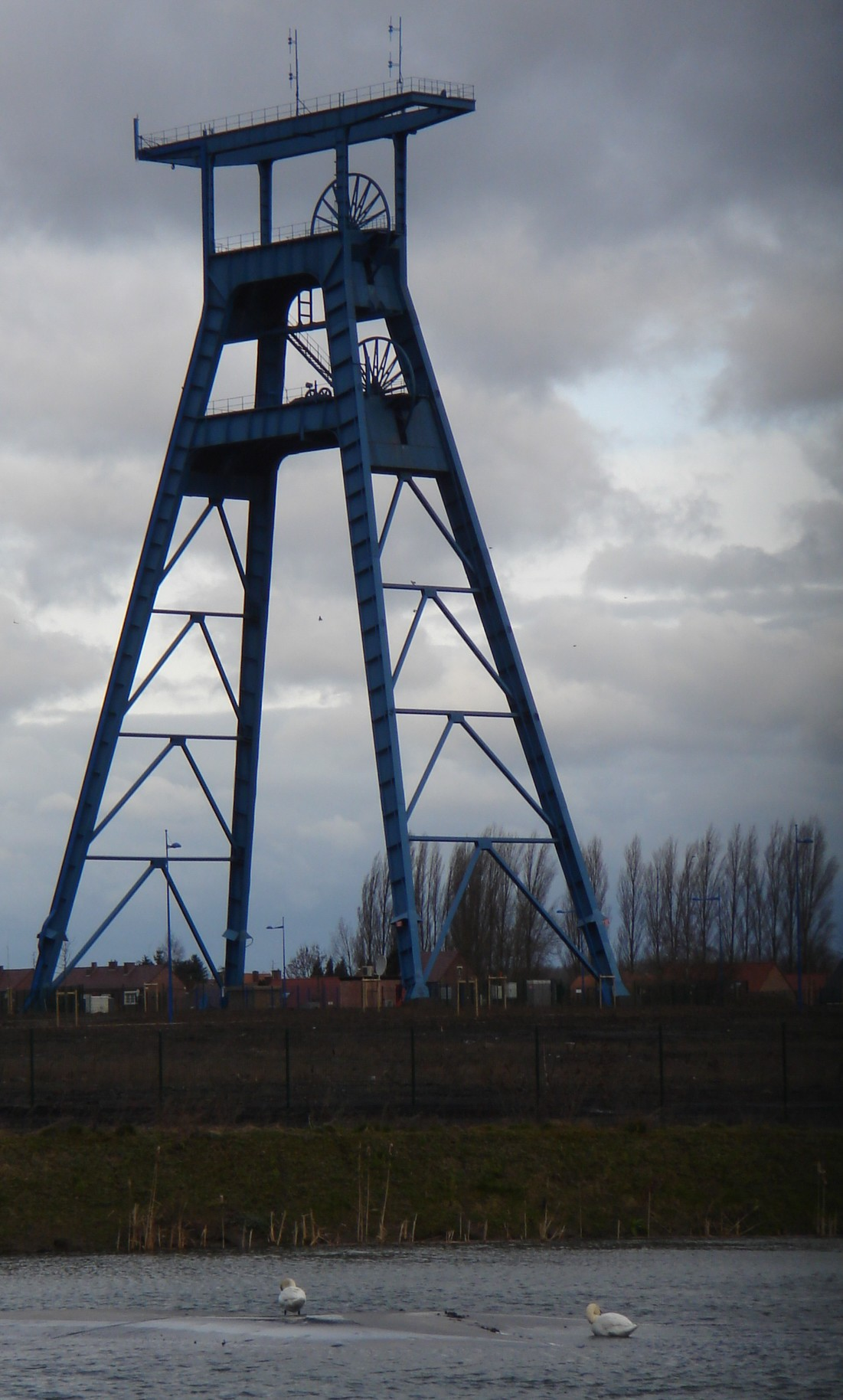
Förderturm der ehemaligen Zeche Nr. 9
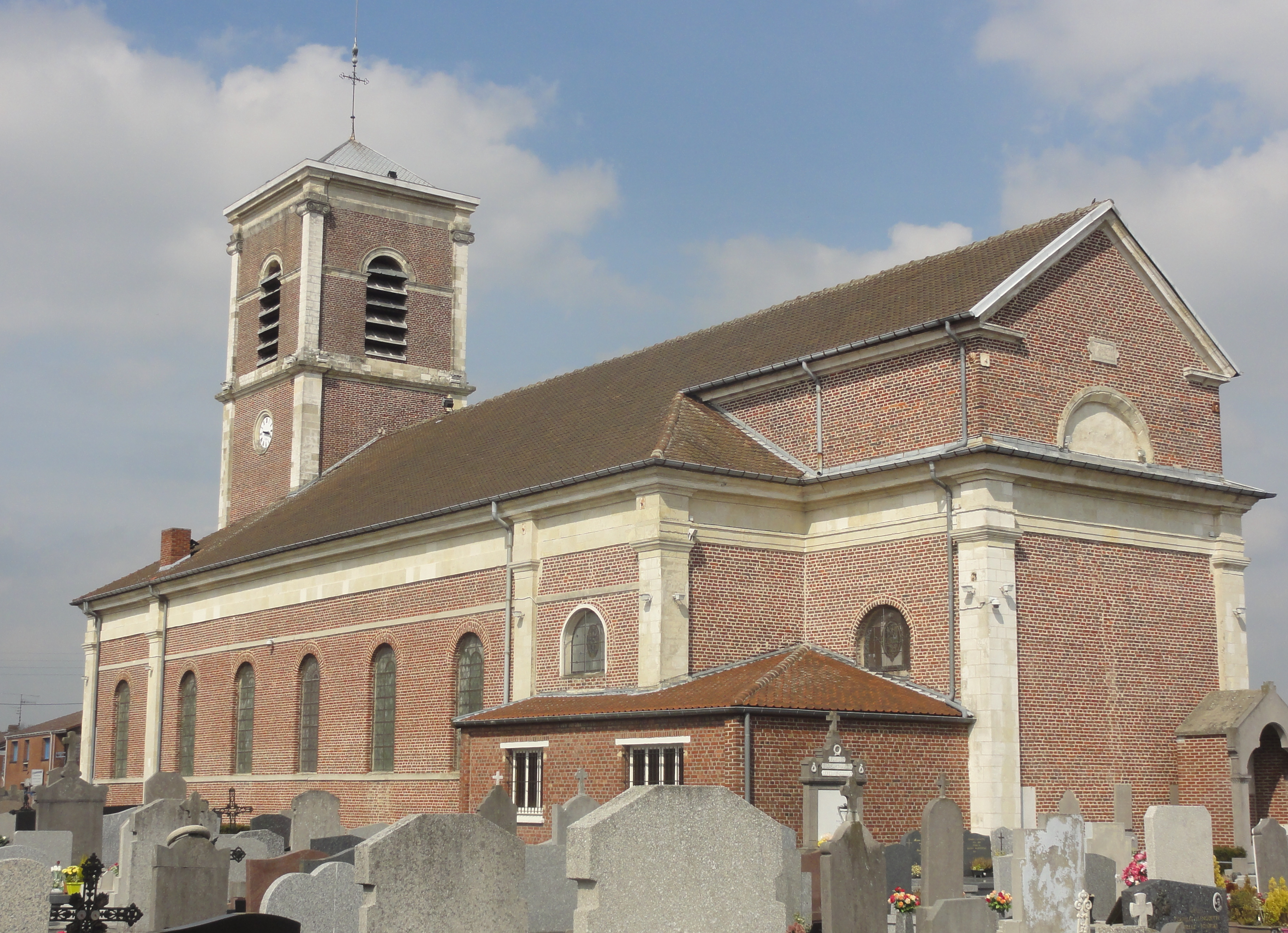
Kirche Saint-Martin
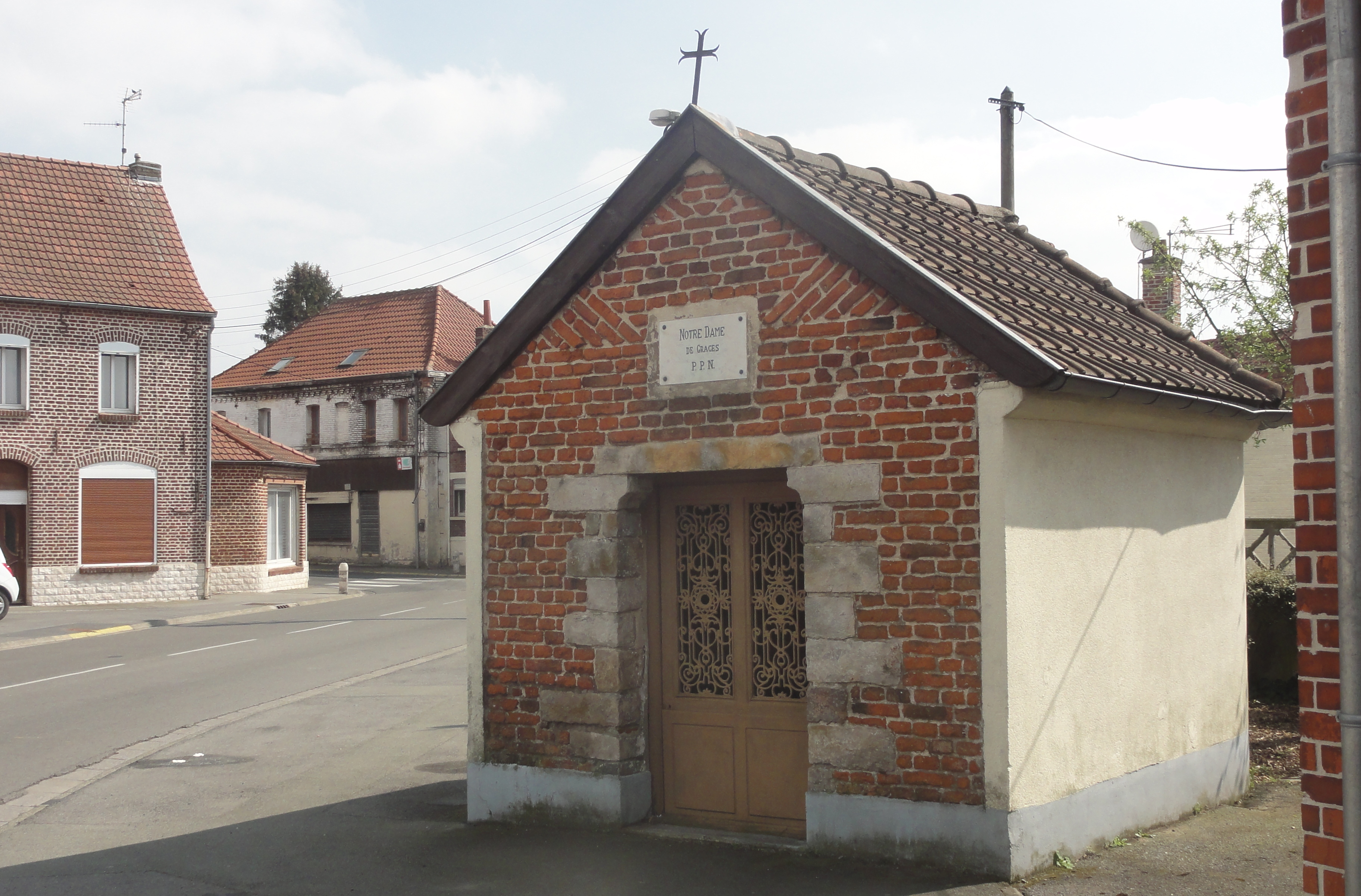
Kapelle Notre-Dame-de-Grâces
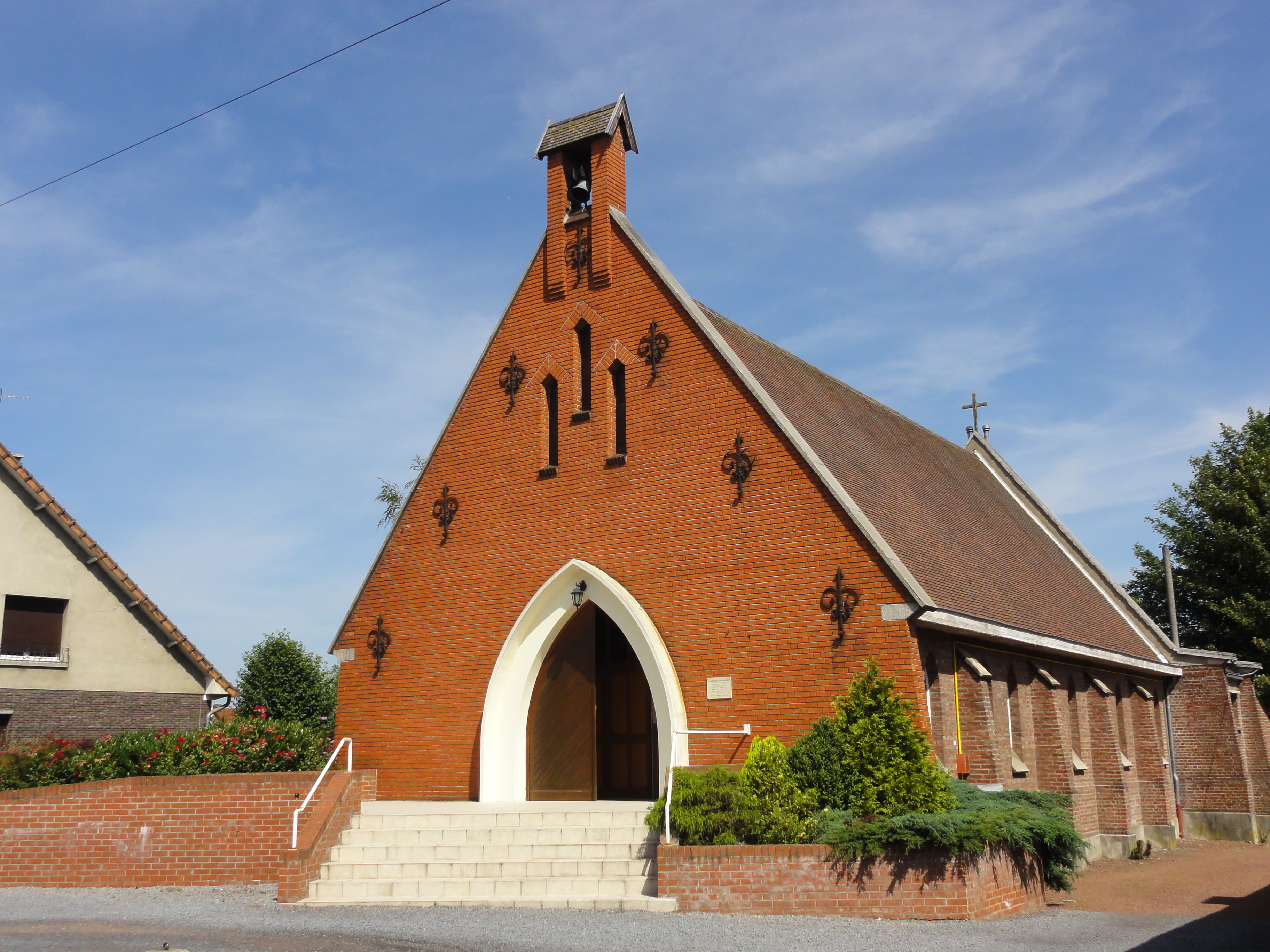
Kapelle Sainte-Rita
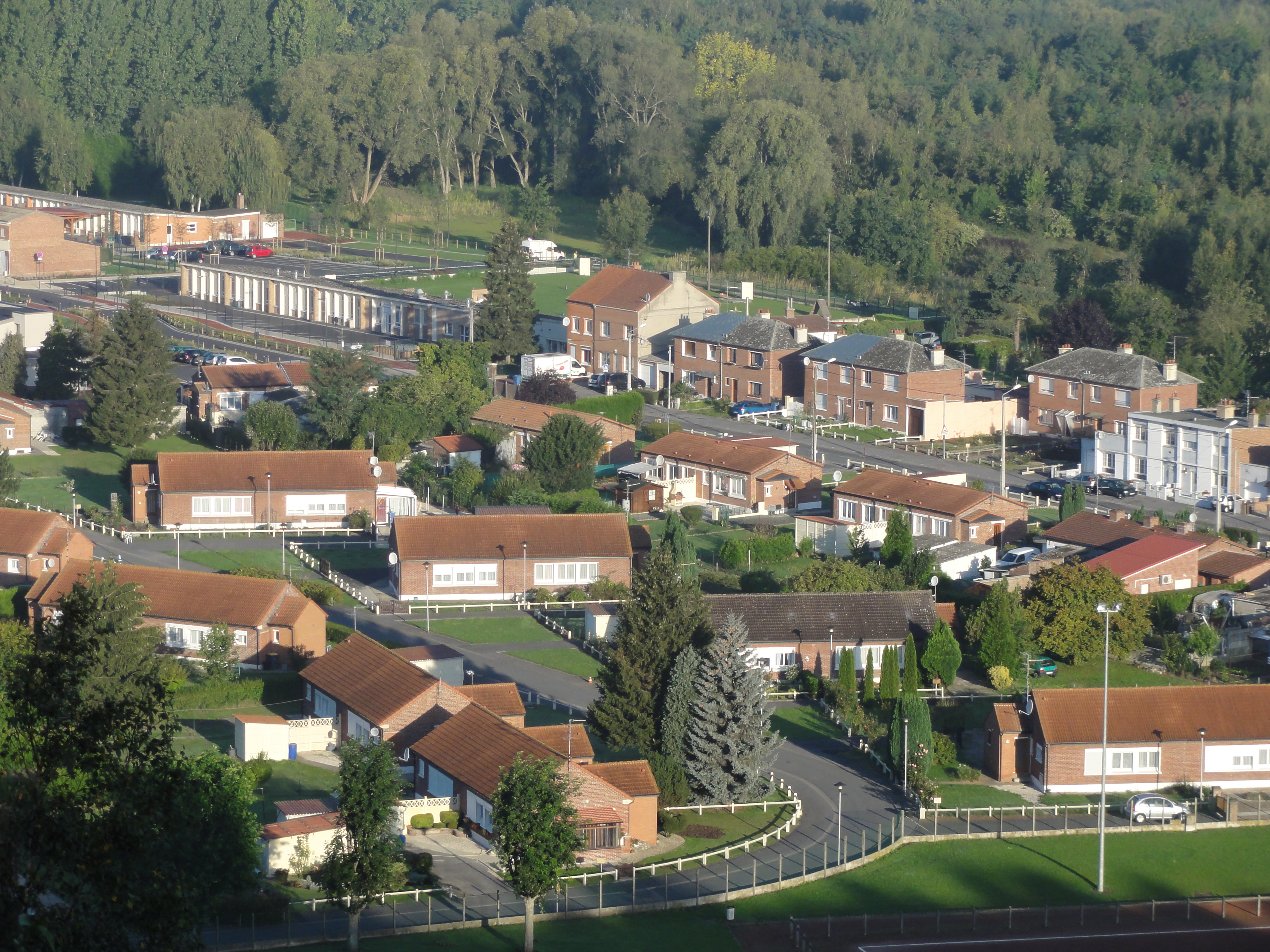
Ehemalige Bergarbeitersiedlung Cités de la fosse n° 9 des mines de l'Escarpelle

### Schloss Bernicourt
Das Schloss Bernicourt wurde Anfang 1743 auf einem Gebiet von 25 Hektar erbaut. Bis zum Beginn des 20. Jahrhunderts war es ein herrschaftlicher Wohnsitz. Von 1930 bis 1985 war es das Eigentum der Kohlengruben, die Führungskräfte und Angestellten wurden dort untergebracht. Seit 1985 gehört es der Stadt Roost-Warendin. Es wurde von 1985 bis 1989 restauriert und ist seitdem der Öffentlichkeit zugänglich. In den unteren Stockwerken finden regelmäßig Ausstellungen statt. Es ist in Teilen seit 1987 als Monument historique eingeschrieben.

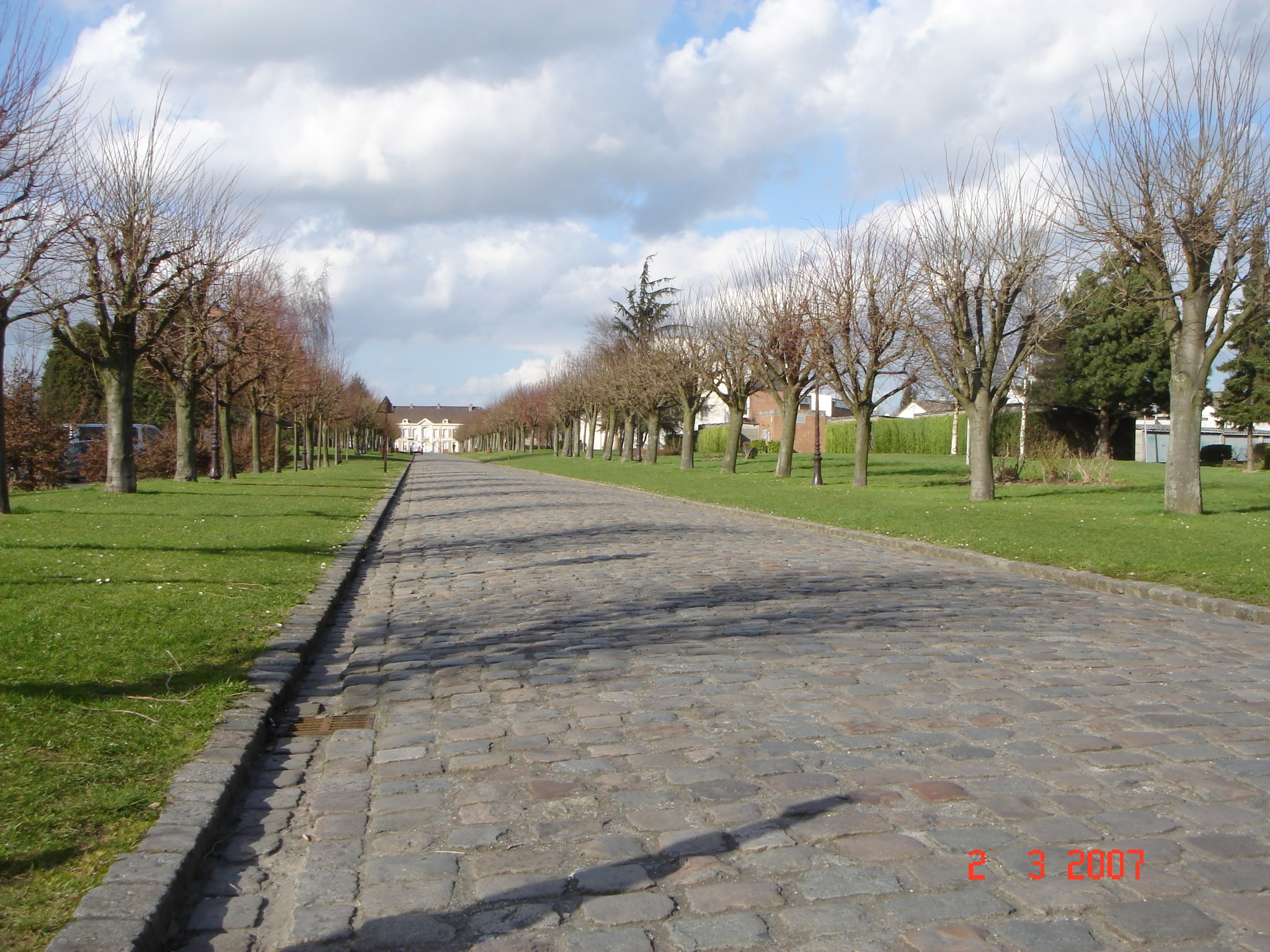
Allee des Château de Bernicourt
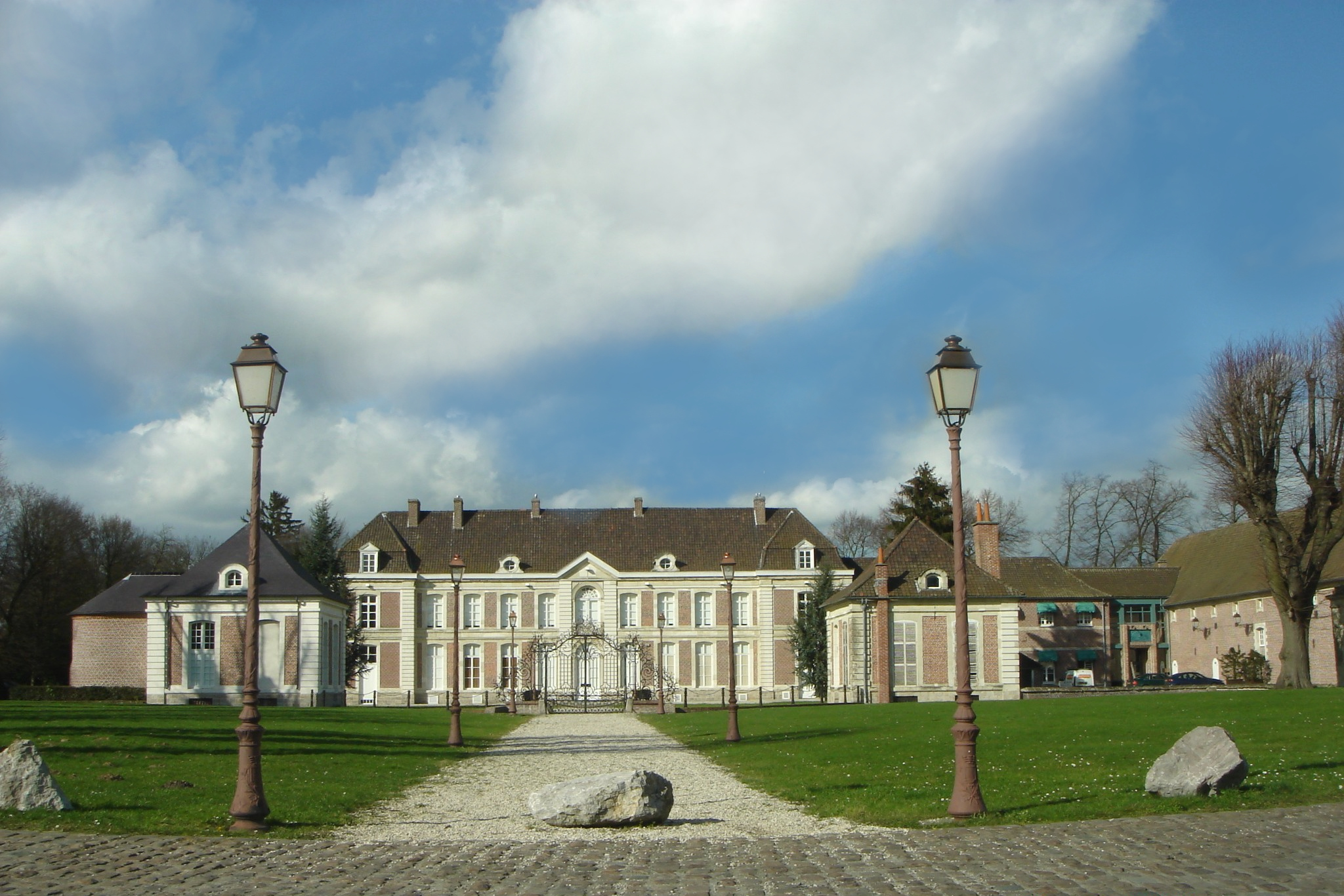
Schloss von Bernicourt
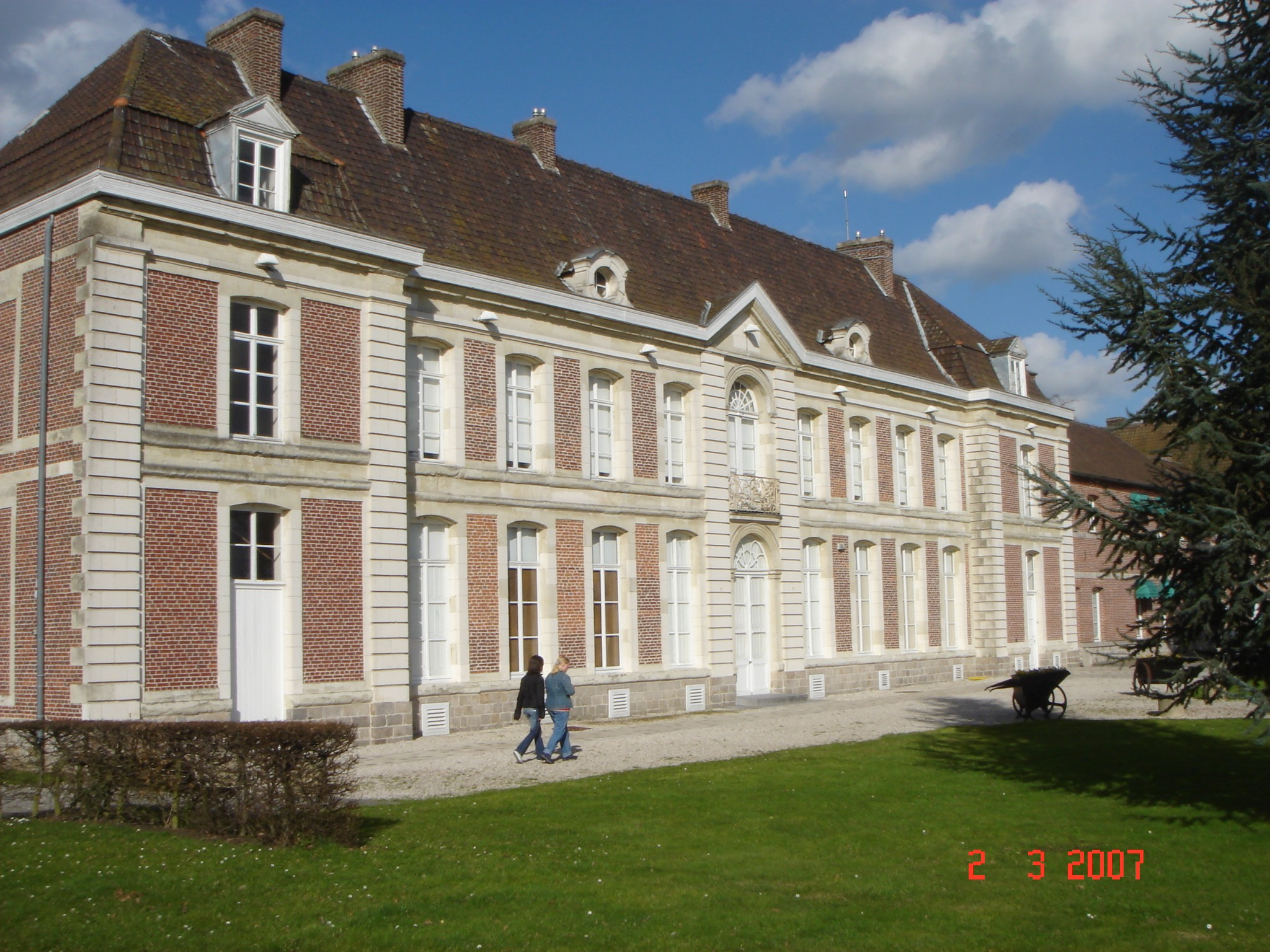
Hauptfassade

## Städtepartnerschaft

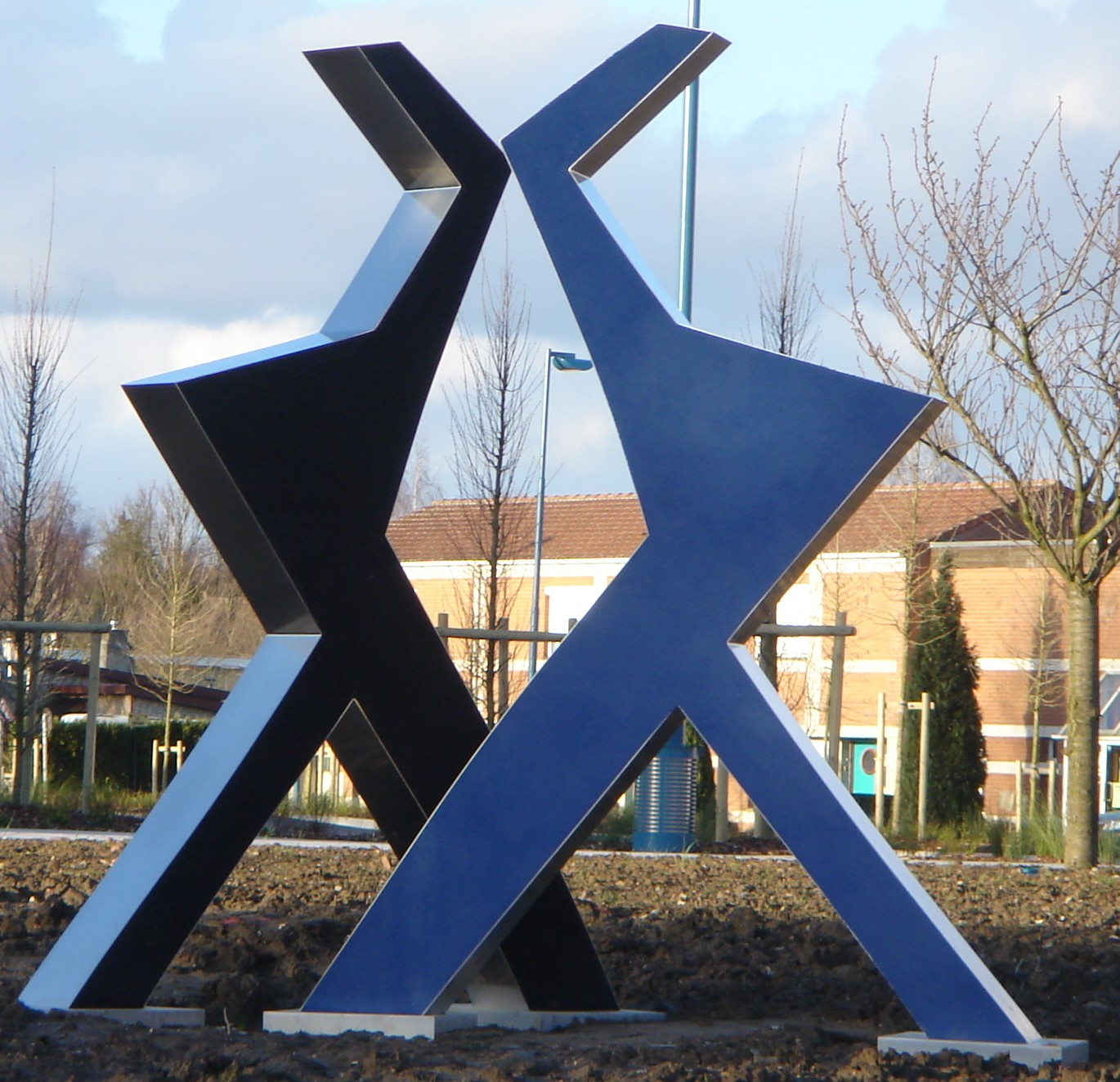
Skulptur „Zwilling – Les Jumeaux“ von Ulrich Schriewer

Die Stadt pflegt seit 1992 eine Städtepartnerschaft mit Haltern am See. Dieser Kontakt entstand in Zusammenhang mit einer ca. 20 Jahre älteren Schulpartnerschaft des Collège Dr. Schaffner mit der Städtischen Realschule Haltern (seit 2008 Alexander-Lebenstein-Realschule). Der Halterner Bahnhofsvorplatz trägt den Namen Roost-Warendin-Platz.

## Persönlichkeiten
- Willy Vallez, französischer Maler
- Ulrich Schriewer (* 1949 in Haltern am See), ist ein deutscher Künstler